# Juan de Dios Arias
Juan de Dios Arias (Puebla, Puebla; 1828 - Ciudad de México;  1886) fue un periodista, historiador, militar y político mexicano de ideología liberal.

## Militar y político
Fue diputado del Congreso Constituyente de la Constitución Federal de los Estados Unidos Mexicanos de 1857, aunque fue elegido en otras ocasiones. Fue militar por patriotismo y no por vocación, alcanzó el grado de coronel, luchó en contra de la intervención francesa.  Fue oficial mayor de la Secretaría de Relaciones Exteriores e Interiores, llegó a ser encargado de Despacho del 17 al 20 de enero y del 17 de noviembre al 10 de diciembre de 1861.

## Escritor e historiador
Como escritor, fue un periodista reconocido. Inició su carrera a los dieciséis años, colaboró para los periódicos El Centinela, La Orquesta, La Pata de Cabra y La Sombra.  En 1867, escribió la Reseña histórica de la formación y operaciones del cuerpo del Ejército del Norte durante la intervención francesa, sitio de Querétaro: y noticias oficiales sobre la captura de Maximiliano, su proceso íntegro y su muerte. Fue autor de los primeros quince capítulos del libro I del tomo IV "México independiente" de la enciclopedia México a través de los siglos. Murió precisamente cuando se encontraba escribiendo esta obra, Su trabajo lo continuó Enrique de Olavarría y Ferrari.
Colaboró con algunos relatos en una compilación por entregas de cuadros costumbristas llamado Los mexicanos pintados por sí mismos, publicado en 1854. Los títulos son "El cajero", "El evangelista", "La partera", "El ministro", "El tocinero", "El cargador" y "El ministro ejecutor".